# تريسي ويلسون
تريسي ويلسون هي راقصة على الجليد كندية، ولدت في 25 سبتمبر 1961 في لا شين في كندا.

## وصلات خارجية
- تريسي ويلسون على موقع أوليمبيديا (الإنجليزية)
- تريسي ويلسون على موقع اللجنة الأولمبية الكندية (الإنجليزية)